# Paolo Inzerilli
Paolo Inzerilli (Milano, 15 novembre 1933 – Roma, 24 marzo 2024) è stato un generale ed agente segreto italiano. 
Ricoprì diversi incarichi al Sismi (Servizio segreto militare).

## Biografia
Fu ufficiale dell'Esercito italiano, nel corpo degli Alpini. A cavallo tra gli anni settanta e ottanta gli furono assegnati importanti ruoli all'interno proprio del servizio d'intelligence militare, tra i quali capo di stato maggiore del Sismi e soprattutto, col grado di colonnello, fu capo del 7º Reparto del servizio, responsabile per l'Italia dell'organizzazione segreta della NATO denominata Gladio dal 1974 al 1986.
Fu capo dell'Ufficio Centrale Sicurezza dal 1987 al 1989. Coinvolto nell'indagine su Gladio, la sua posizione fu archiviata dalla procura di Roma il 3 febbraio 1992, insieme a quella di Cossiga, che fu sottosegretario alla difesa con delega alla struttura riservata, e all'ex direttore del Sismi Fulvio Martini. Andò in congedo con il grado di generale di corpo d'armata.
Fu inoltre consulente tecnico per la Commissione bicamerale del Parlamento italiano sull'inchiesta relativa al dossier Mitrochin e autore di volumi e pubblicazioni sulla stay-behind italiana. Dal 1996 al 1998 fu presidente dell'associazione Stay Behind. Visse e lavorò nella capitale collaborando a livello letterario con diversi autori ed editori nazionali.
Nel luglio del 2001, la Corte di assise di Roma ha assolto Inzerilli, assieme a Fulvio Martini (ex capo del SISMI) e Giovanni Invernizzi (ex direttore della VII Divisione Sismi, responsabile di "Gladio"), ritenendo che non ci sia nessuna responsabilità da parte degli ex vertici del SISMI nel convolgimento nell'organizzazione Gladio.

## Opere
- La vittoria dei gladiatori, Edizioni Bietti, 2009
- Gladio. La verità negata, Analisi, 1995